# Marsico Nuovo
Marsico Nuovo é uma comuna italiana da região da Basilicata, província de Potenza, com cerca de 5.134 habitantes. Estende-se por uma área de 101 km², tendo uma densidade populacional de 51 hab/km². Faz fronteira com Abriola, Brienza, Calvello, Marsicovetere, Padula (SA), Paterno, Sala Consilina (SA), Sasso di Castalda.

## Demografia
| Variação demográfica do município entre 1861 e 2011                               |
|                                                                                   |
| Fonte: Istituto Nazionale di Statistica (ISTAT) - Elaboração gráfica da Wikipedia |